# Llista d'asteroides/170501-170600
| Nom      | Designació provisional | Data de descobriment   | Lloc de descobriment | Descobridor/s |
| -------- | ---------------------- | ---------------------- | -------------------- | ------------- |
| 170501 - | 2003 WS6               | 18 de novembre de 2003 | Palomar              | NEAT          |
| 170502 - | 2003 WM7               | 18 de novembre de 2003 | Palomar              | NEAT          |
| 170503 - | 2003 WU10              | 18 de novembre de 2003 | Kitt Peak            | Spacewatch    |
| 170504 - | 2003 WF14              | 16 de novembre de 2003 | Kitt Peak            | Spacewatch    |
| 170505 - | 2003 WW15              | 16 de novembre de 2003 | Kitt Peak            | Spacewatch    |
| 170506 - | 2003 WC16              | 16 de novembre de 2003 | Kitt Peak            | Spacewatch    |
| 170507 - | 2003 WO21              | 19 de novembre de 2003 | Powell               | Powell        |
| 170508 - | 2003 WC32              | 18 de novembre de 2003 | Kitt Peak            | Spacewatch    |
| 170509 - | 2003 WG32              | 18 de novembre de 2003 | Kitt Peak            | Spacewatch    |
| 170510 - | 2003 WS34              | 19 de novembre de 2003 | Kitt Peak            | Spacewatch    |
| 170511 - | 2003 WX34              | 19 de novembre de 2003 | Kitt Peak            | Spacewatch    |
| 170512 - | 2003 WH54              | 20 de novembre de 2003 | Socorro              | LINEAR        |
| 170513 - | 2003 WW54              | 20 de novembre de 2003 | Socorro              | LINEAR        |
| 170514 - | 2003 WK56              | 20 de novembre de 2003 | Socorro              | LINEAR        |
| 170515 - | 2003 WO57              | 18 de novembre de 2003 | Kitt Peak            | Spacewatch    |
| 170516 - | 2003 WF58              | 18 de novembre de 2003 | Kitt Peak            | Spacewatch    |
| 170517 - | 2003 WM59              | 18 de novembre de 2003 | Kitt Peak            | Spacewatch    |
| 170518 - | 2003 WW60              | 19 de novembre de 2003 | Kitt Peak            | Spacewatch    |
| 170519 - | 2003 WM62              | 19 de novembre de 2003 | Kitt Peak            | Spacewatch    |
| 170520 - | 2003 WQ73              | 20 de novembre de 2003 | Socorro              | LINEAR        |
| 170521 - | 2003 WS74              | 20 de novembre de 2003 | Socorro              | LINEAR        |
| 170522 - | 2003 WX74              | 20 de novembre de 2003 | Socorro              | LINEAR        |
| 170523 - | 2003 WB77              | 19 de novembre de 2003 | Palomar              | NEAT          |
| 170524 - | 2003 WL78              | 20 de novembre de 2003 | Socorro              | LINEAR        |
| 170525 - | 2003 WQ85              | 20 de novembre de 2003 | Socorro              | LINEAR        |
| 170526 - | 2003 WB89              | 16 de novembre de 2003 | Catalina             | CSS           |
| 170527 - | 2003 WD89              | 16 de novembre de 2003 | Catalina             | CSS           |
| 170528 - | 2003 WQ90              | 18 de novembre de 2003 | Kitt Peak            | Spacewatch    |
| 170529 - | 2003 WF94              | 19 de novembre de 2003 | Anderson Mesa        | LONEOS        |
| 170530 - | 2003 WR95              | 19 de novembre de 2003 | Anderson Mesa        | LONEOS        |
| 170531 - | 2003 WF96              | 19 de novembre de 2003 | Anderson Mesa        | LONEOS        |
| 170532 - | 2003 WK96              | 19 de novembre de 2003 | Anderson Mesa        | LONEOS        |
| 170533 - | 2003 WW96              | 19 de novembre de 2003 | Anderson Mesa        | LONEOS        |
| 170534 - | 2003 WJ101             | 21 de novembre de 2003 | Socorro              | LINEAR        |
| 170535 - | 2003 WR103             | 21 de novembre de 2003 | Socorro              | LINEAR        |
| 170536 - | 2003 WJ108             | 20 de novembre de 2003 | Socorro              | LINEAR        |
| 170537 - | 2003 WA111             | 20 de novembre de 2003 | Socorro              | LINEAR        |
| 170538 - | 2003 WX112             | 20 de novembre de 2003 | Socorro              | LINEAR        |
| 170539 - | 2003 WJ114             | 20 de novembre de 2003 | Socorro              | LINEAR        |
| 170540 - | 2003 WL114             | 20 de novembre de 2003 | Socorro              | LINEAR        |
| 170541 - | 2003 WV115             | 20 de novembre de 2003 | Socorro              | LINEAR        |
| 170542 - | 2003 WZ116             | 20 de novembre de 2003 | Socorro              | LINEAR        |
| 170543 - | 2003 WM120             | 20 de novembre de 2003 | Socorro              | LINEAR        |
| 170544 - | 2003 WV121             | 20 de novembre de 2003 | Socorro              | LINEAR        |
| 170545 - | 2003 WR122             | 20 de novembre de 2003 | Socorro              | LINEAR        |
| 170546 - | 2003 WL124             | 20 de novembre de 2003 | Socorro              | LINEAR        |
| 170547 - | 2003 WL127             | 20 de novembre de 2003 | Socorro              | LINEAR        |
| 170548 - | 2003 WZ127             | 20 de novembre de 2003 | Socorro              | LINEAR        |
| 170549 - | 2003 WU129             | 21 de novembre de 2003 | Socorro              | LINEAR        |
| 170550 - | 2003 WJ130             | 21 de novembre de 2003 | Socorro              | LINEAR        |
| 170551 - | 2003 WW132             | 21 de novembre de 2003 | Socorro              | LINEAR        |
| 170552 - | 2003 WR135             | 21 de novembre de 2003 | Socorro              | LINEAR        |
| 170553 - | 2003 WF136             | 21 de novembre de 2003 | Socorro              | LINEAR        |
| 170554 - | 2003 WZ136             | 21 de novembre de 2003 | Socorro              | LINEAR        |
| 170555 - | 2003 WS138             | 21 de novembre de 2003 | Socorro              | LINEAR        |
| 170556 - | 2003 WQ141             | 21 de novembre de 2003 | Socorro              | LINEAR        |
| 170557 - | 2003 WE147             | 23 de novembre de 2003 | Socorro              | LINEAR        |
| 170558 - | 2003 WY147             | 23 de novembre de 2003 | Kitt Peak            | Spacewatch    |
| 170559 - | 2003 WJ148             | 24 de novembre de 2003 | Anderson Mesa        | LONEOS        |
| 170560 - | 2003 WH150             | 24 de novembre de 2003 | Anderson Mesa        | LONEOS        |
| 170561 - | 2003 WA152             | 26 de novembre de 2003 | Kitt Peak            | Spacewatch    |
| 170562 - | 2003 WG154             | 26 de novembre de 2003 | Kitt Peak            | Spacewatch    |
| 170563 - | 2003 WO160             | 30 de novembre de 2003 | Kitt Peak            | Spacewatch    |
| 170564 - | 2003 WW165             | 30 de novembre de 2003 | Kitt Peak            | Spacewatch    |
| 170565 - | 2003 WO169             | 19 de novembre de 2003 | Socorro              | LINEAR        |
| 170566 - | 2003 WG171             | 23 de novembre de 2003 | Anderson Mesa        | LONEOS        |
| 170567 - | 2003 WM174             | 19 de novembre de 2003 | Kitt Peak            | Spacewatch    |
| 170568 - | 2003 WM190             | 26 de novembre de 2003 | Socorro              | LINEAR        |
| 170569 - | 2003 WQ192             | 24 de novembre de 2003 | Anderson Mesa        | LONEOS        |
| 170570 - | 2003 XT2               | 1 de desembre de 2003  | Socorro              | LINEAR        |
| 170571 - | 2003 XB4               | 1 de desembre de 2003  | Socorro              | LINEAR        |
| 170572 - | 2003 XR5               | 3 de desembre de 2003  | Anderson Mesa        | LONEOS        |
| 170573 - | 2003 XN6               | 3 de desembre de 2003  | Socorro              | LINEAR        |
| 170574 - | 2003 XA7               | 3 de desembre de 2003  | Anderson Mesa        | LONEOS        |
| 170575 - | 2003 XM9               | 4 de desembre de 2003  | Socorro              | LINEAR        |
| 170576 - | 2003 XE10              | 4 de desembre de 2003  | Socorro              | LINEAR        |
| 170577 - | 2003 XQ11              | 3 de desembre de 2003  | Socorro              | LINEAR        |
| 170578 - | 2003 XU13              | 14 de desembre de 2003 | Palomar              | NEAT          |
| 170579 - | 2003 XC15              | 1 de desembre de 2003  | Socorro              | LINEAR        |
| 170580 - | 2003 XM15              | 15 de desembre de 2003 | Needville            | J. Dellinger  |
| 170581 - | 2003 XC18              | 14 de desembre de 2003 | Kitt Peak            | Spacewatch    |
| 170582 - | 2003 XN19              | 13 de desembre de 2003 | Catalina             | CSS           |
| 170583 - | 2003 XO20              | 14 de desembre de 2003 | Palomar              | NEAT          |
| 170584 - | 2003 XA22              | 14 de desembre de 2003 | Socorro              | LINEAR        |
| 170585 - | 2003 XC24              | 1 de desembre de 2003  | Kitt Peak            | Spacewatch    |
| 170586 - | 2003 XF25              | 1 de desembre de 2003  | Socorro              | LINEAR        |
| 170587 - | 2003 XZ29              | 1 de desembre de 2003  | Kitt Peak            | Spacewatch    |
| 170588 - | 2003 XJ38              | 4 de desembre de 2003  | Socorro              | LINEAR        |
| 170589 - | 2003 XL40              | 14 de desembre de 2003 | Kitt Peak            | Spacewatch    |
| 170590 - | 2003 XL43              | 1 de desembre de 2003  | Socorro              | LINEAR        |
| 170591 - | 2003 YK1               | 17 de desembre de 2003 | Socorro              | LINEAR        |
| 170592 - | 2003 YB3               | 16 de desembre de 2003 | Kitt Peak            | Spacewatch    |
| 170593 - | 2003 YK14              | 17 de desembre de 2003 | Socorro              | LINEAR        |
| 170594 - | 2003 YN14              | 17 de desembre de 2003 | Socorro              | LINEAR        |
| 170595 - | 2003 YT14              | 17 de desembre de 2003 | Socorro              | LINEAR        |
| 170596 - | 2003 YU19              | 17 de desembre de 2003 | Kitt Peak            | Spacewatch    |
| 170597 - | 2003 YA20              | 17 de desembre de 2003 | Kitt Peak            | Spacewatch    |
| 170598 - | 2003 YG20              | 17 de desembre de 2003 | Kitt Peak            | Spacewatch    |
| 170599 - | 2003 YT23              | 17 de desembre de 2003 | Anderson Mesa        | LONEOS        |
| 170600 - | 2003 YF25              | 18 de desembre de 2003 | Socorro              | LINEAR        |